# Cratere Goldschmidt

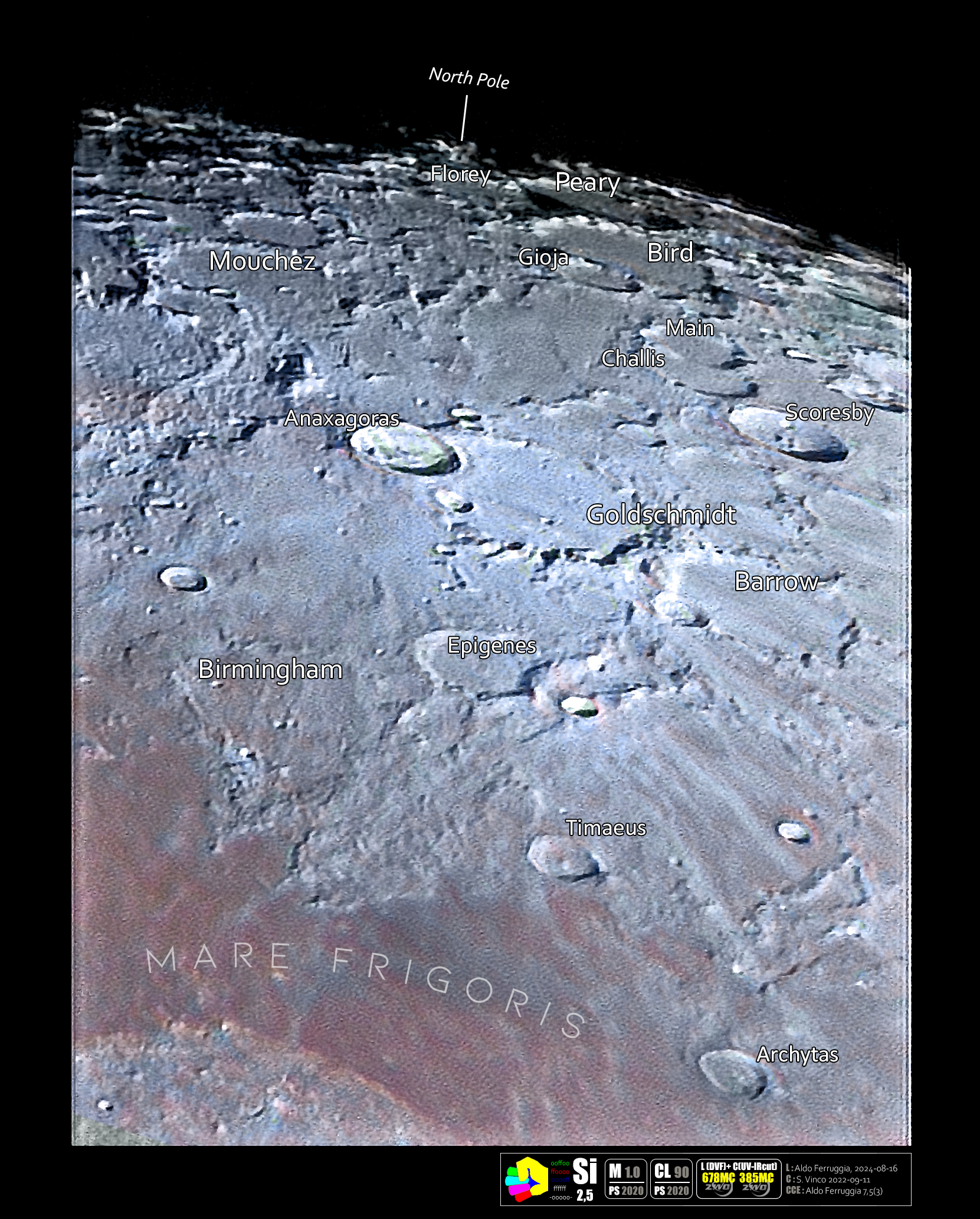
Immagine dell'area centrata sul cratere in formato Si. Vedi anche:

Goldschmidt è un grande cratere lunare di 115,26 km situato nella parte nord-occidentale della faccia visibile della Luna, a nord del cratere Epigenes. A causa della sua posizione prossima al terminatore il cratere appare distorto dalla prospettiva.
Il bordo è circolare, anche se nella parte occidentale è sovrapposto dal cratere Anaxagoras. Il cratere Barrow è quasi adiacente alla parte meridionale del bordo e le due formazioni sono separate da un'altura irregolare. 
Il bordo esterno è molto eroso ed irregolare, con una parete interna che è stata incisa da piccoli impatti. Gran parte del bordo occidentale non esiste, a causa del cratere Anaxagoras e il piccolo cratere 'Anaxagoras A'. I materiali espulsi (ejecta) provenienti da queste formazioni ricoprono una porzione della superficie interna. Il resto del fondo è piatto e relativamente livellato, probabilmente a causa di una precedente inondazione di lava, e segnato da molti crateri minori, tra cui il piccolo 'Goldschmidt A'.
Il cratere è dedicato all'astronomo e pittore tedesco Hermann Mayer Salomon Goldschmidt.  

## Crateri correlati
Alcuni crateri minori situati in prossimità di Goldschmidt sono convenzionalmente identificati, sulle mappe lunari, attraverso una lettera associata al nome.
| Goldschmidt | Coordinate           | Diametro (in km) |
| ----------- | -------------------- | ---------------- |
| A           | 72°30′N 2°27′W       | 6,74             |
| B           | 70°36′36″N 6°46′48″W | 9,9              |
| C           | 71°10′12″N 6°06′00″W | 7,61             |
| D           | 75°24′00″N 7°44′24″W | 14,36            |